# Live In Concert
Live In Concert es el primer concierto comercializado por Backstreet Boys, fue realizado en el festival de Fráncfort del Meno Alemania y transmitido en vivo por Premiere TV, su lanzamiento se llevó a cabo a mediados de 1998 en formato VHS para América, VHS-VCD para Europa y VCD Para Asia. El espectáculo duro aproximadamente 2 horas, posteriormente en la edición del VHS-VCD omitieron las siguientes canciones: "We've Got It Goin' On", "I Adore Mi Amor", "Who Do You Love", "Nobody But You (Kevin Solo)", "Betcha By Golly Wow! (Howie D. Solo)", "Heaven (Nick Solo)", "One Last Cry (Brian Solo)" y "Brick House (AJ Solo)" quedando reducido el espectáculo a 66 minutos. Existe un CD de edición muy limitado ("Let's Have A Party, Live!") en el cual incluyeron algunas de las canciones.

## Canciones VHS y VCD
1. Opening Interview
2. Concert Opening
3. Let's Have A Party
4. End Of The Road
5. Just To Be Close To You
6. I'll Never Break Your Heart
7. Ain`t Nobody (Instrumental)
8. I Wanna Be With You
9. Anywhere For You
10. Darlin'
11. Drum Solo Performed By Nick
12. 10.000 Promises (Piano & Vocal Performed By Kevin, Drum Performed By Nick)
13. Boys Will Be Boys
14. Get Down (You're The One For Me)
15. Quit Playing Games (With My Heart)

## Canciones CD
1. Intro
2. We've Got It Goin' On
3. Let's Have A Party
4. I'll Never Break Your Heart
5. Nobody But You
6. Betcha By Golly Wow!
7. Heaven
8. One Last Cry
9. Brick House
10. I Wanna Be With You
11. Anywhere For You
12. Darlin'
13. Drum Solo Performed By Nick
14. 10.000 Promises (Piano & Vocal Performed By Kevin, Drum Performed By Nick)
15. Boys Will Be Boys
16. Get Down (You're The One For Me)
17. Quit Playing Games (With My Heart)

## Listado Completo del Concierto
1. Intro
2. We've Got It Goin' On
3. Let's Have A Party
4. I'll Never Break Your Heart
5. I Adore Mi Amor (A cappella) Perteneciente a Color Me Badd
6. End Of The Road (A cappella) Perteneciente a Boyz II Men
7. Just To Be Close To You (A cappella)
8. Who Do You Love (A cappella)
9. Nobody But You
10. Betcha By Golly Wow!
11. Heaven
12. One Last Cry
13. Brick House
14. I Wanna Be With You
15. Anywhere For You
16. Darlin'
17. Drum Solo Performed By Nick
18. 10.000 Promises (Piano & Vocal Performed By Kevin, Drum Performed By Nick)
19. Boys Will Be Boys
20. Get Down (You're The One For Me)
21. Quit Playing Games (With My Heart)

- Datos: Q5977363